# EXACTO
EXACTO — программа разработки системы высокоточной безопасной снайперской стрельбы.
EXACTO это сокращение от «EXtreme ACcuracy Tasked Ordnance» («Предельно точно заданное орудие»). На настоящий момент это снайперский комплекс, состоящий из:
- крупнокалиберной снайперской винтовки;
- системы обнаружения и наведения;
- управляемой пули.

Программа разрабатывается Lockheed Martin и Teledyne Scientific & Imaging для DARPA (Defense Advanced Research Projects Agency) с ноября 2008 года.

## Первый этап
Первые сообщения были только о винтовке калибра .50 с улучшенным прицелом, позволяющем использовать режим «выстрелил-и-забыл», и использующем следующие технологии:
- стабилизация полёта за счёт выступов (fin-stabilized projectiles);
- стабилизация полёта за счёт поворота (spin-stabilized projectiles);
- внутренние и/или внешние методы управления в полёте (internal and/or external aero-actuation control methods);
- управляемый полёт (projectile guidance technologies);
- защита от повреждения (tamper proofing);
- малые стабильные источники питания (small stable power supplies);
- улучшенные обнаружение, оптическое разрешение и чёткость изображения (advanced sighting, optical resolution and clarity technologies).

## Второй этап
В октябре 2010 года появились сообщения о завершении первого этапа испытаний и переходе ко второму (созданию управляемой пули). К этому моменту DARPA оценивала EXACTO уже только как «систему», обслуживаемую только снайперской парой и только издалека, что означает «второй номер наводит — первый номер стреляет — второй номер корректирует полёт до момента попадания». Дополнительно упомянуты повышенная начальная и контролируемая скорость пули, и возможность использования системы на различных шасси - наземных, наводных и воздушных.

## Сроки и стоимость
Первоначальная стоимость программы оценивалась примерно в 25 миллионов долларов США (подтверждено 12,3 миллиона долларов со стороны Lockheed Martin и 9,5 миллионов долларов со стороны Teledyne Scientific & Imaging), но затем появились данные о стоимости гораздо большей (например, Teledyne, американо-израильская корпорация-разработчик систем наведения, вложила более 25 миллионов долларов). Ощутимые результаты ожидаются в районе 2015 года.